# Chester Emmons
Chester Wilson Emmons (* 21. August 1900 in What Cheer, Keokuk County, Iowa; † 5. August 1985 in Greensboro, Guilford County, North Carolina) war ein US-amerikanischer Mykologe. 
Sein botanisch-mykologisches Autorenkürzel lautet „C.W.Emmons“.
Emmons war der erste medizinische Mykologe an den National Institutes of Health und Leiter der Sektion Medizinische Mykologie am National Institute of Allergy and Infectious Diseases (NIAID). 1934 führte er die heute noch übliche Einteilung der Dermatophyten in drei Gattungen ein. 1951 entdeckte er die Umwelt-Nische von Cryptococcus neoformans.